# Vates pectinicornis
Vates pectinicornis är en bönsyrseart som beskrevs av Carl Stål 1877. Vates pectinicornis ingår i släktet Vates och familjen Mantidae. Inga underarter finns listade i Catalogue of Life.